# Catedral de San Jorge (Southwark)
La catedral de San Jorge o bien la catedral de Southwark (en inglés: St George's Cathedral) es la catedral de la arquidiócesis de Southwark, al sur de Londres y es la sede del arzobispo de Southwark en el Gran Londres, Inglaterra, Reino Unido. La Catedral es la Iglesia Madre de la provincia eclesiástica católica de Southwark que cubre la Archidiócesis de Southwark (todo Londres al sur del río Támesis, incluidos Kent y Surrey norte) y las diócesis de Arundel y Brighton, Portsmouth y Plymouth. Es la Catedral Metropolitana del arzobispo de Southwark.